# Sebastiano Alicata
Sebastiano Alicata (Carlentini, 26 ottobre 1938 – Stoccolma, 10 aprile 2020) è stato un calciatore italiano naturalizzato svedese, di ruolo attaccante.

## Biografia
Sposò una donna svedese.
Dopo il ritiro dall'attività agonistica si trasferì in Svezia assieme alla famiglia diventando anche cittadino svedese. È deceduto a causa della COVID-19.

## Carriera
Ha disputato 2 incontri in Serie A con la maglia del Catania nella stagione 1962-1963. Vanta inoltre 84 incontri in Serie B, disputati con le maglie di Messina e Palermo.
Disputó tra l'altro qualche incontro con la casacca degli Azzurri Stoccolma, squadra dilettantistica che tutt'oggi milita nelle serie minori svedesi.